# SSA Global Technologies
A SSA Global Technologies (símbolo anterior da NASDAQ: SSAG) era uma empresa que desenvolvia o software Enterprise Resource Planning (ERP). Em 15 de maio de 2006, a SSA Global anunciou que seria adquirida pela Infor Global Solutions. A aquisição foi concluída em 28 de julho de 2006.

## Aquisições
- Max International em abril de 2001
- interBiz Product Group, anteriormente uma divisão da Computer Associates International Inc.[2] em abril de 2002
- Infinium Software em dezembro de 2002
- Ironside Technologies, em junho de 2003
- Elevon Inc, em julho de 2003
- Baan, em julho de 2003
- EXE Technologies, em dezembro de 2003
- Arzoon, Inc., em junho de 2004
- Marcam, em julho de 2004
- Boniva, em agosto de 2005
- Epiphany, em setembro de 2005
- Provia Software, em março de 2006

## Produtos
- Baan
- BPCS
- ERP LN
- ERP LX
- Gerenciamento de Desempenho Corporativo
- Gerenciamento de Relacionamento com o Cliente
- Gestão Financeira
- Gerenciamento de Capital Humano
- Gestão do Ciclo de Vida do Produto
- Gestão da Cadeia de Suprimento
- Gestão de Relacionamento com Fornecedores
- Sistema de Gerenciamento de Armazém